# Jenni Lindén
Jenni Lindén (...) è un'ex giocatrice di football americano finlandese, che ha giocato come runningback.

## Palmarès
- 1 Europeo (2015)
- 1 Naisten Vaahteraliiga (Helsinki Roosters, 2016)